# Tamara Kocić
Tamara Kocić (født 17. juli 2003 i Beograd, Serbien) er en serbisk håndboldspiller, som spiller for ŽRK Bekament Bukovička og Serbiens kvindehåndboldlandshold.
Hun blev udtaget til landstræner Uroš Bregars trup ved VM i kvindehåndbold 2021 i Spanien, hvor det serbiske hold blev nummer 12.